# Shirabyōshi
Shirabyōshi (白拍子?) es el nombre con el que se denominó a las bailarinas que desarrollaban danzas tradicionales japonesas (también denominada "shirabyōshi"),  ataviadas con indumentarias masculinas. La profesión de shirabyōshi se desarrolló en el siglo XII y era realizada para nobles, samuráis (bushi) de alto rango y celebraciones.   

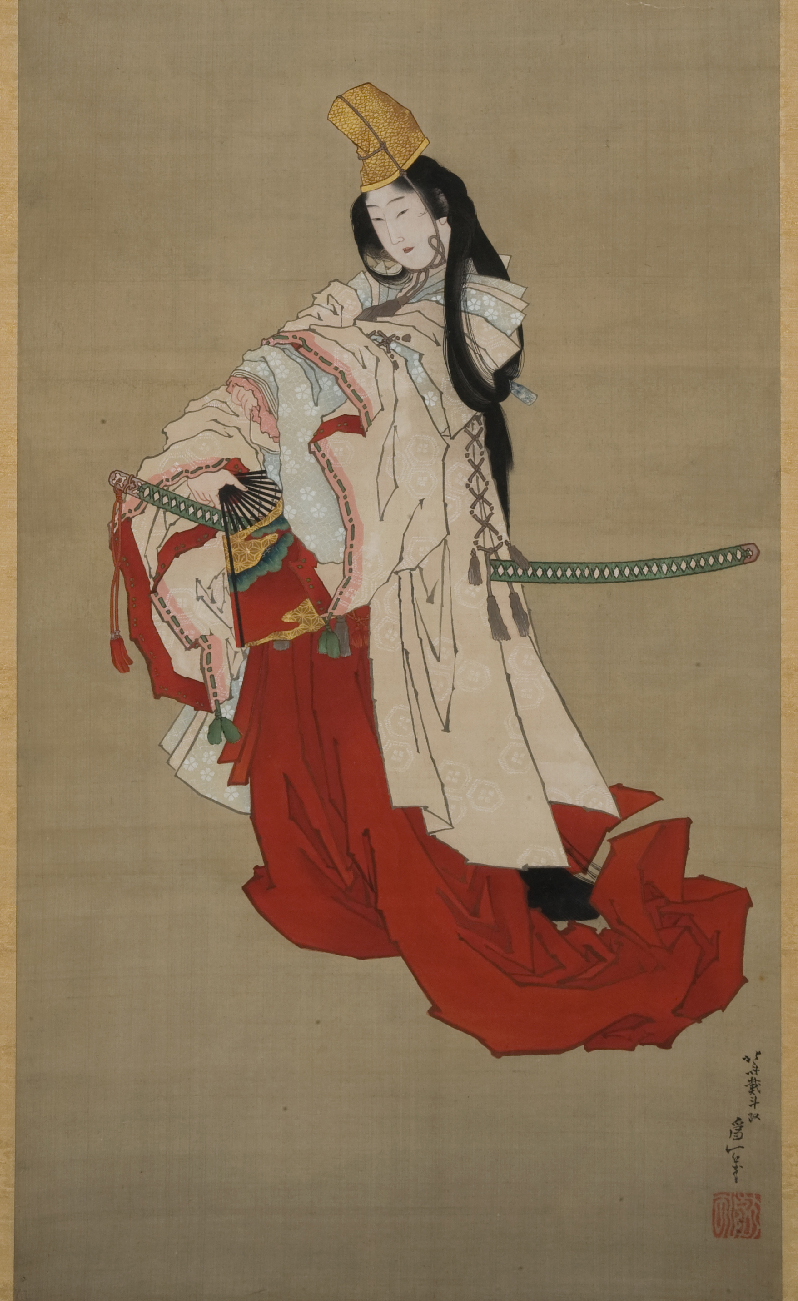
Grabado en madera de la shirabyōshi Shizuka, quien fue amante de Minamoto no Yoshitsune.

En occidente, a veces fueron llamadas cortesanas, pero el término se refiere a una prostituta de categoría, por lo que esta denominación es incorrecta. Por naturaleza ellas eran bailarinas y aunque algunas shirabyōshi dieron a luz a niños de padres nobles, este no era su propósito.

## Historia
Las shirabyōshi aparecieron hacia finales del período Heian, tiempo en el que se producía un cambio cultural sustancial, desde un sistema nobiliario basado en los clanes relacionados con el emperador, a un sistema feudal basado en clanes guerreros y en la ley del más fuerte. En estas condiciones, para evitar la pobreza que asolaba a las familias nobles, la única solución para las mujeres era que trabajaran entreteniendo a sus clientes con bailes y poesía. Basado en este principio, Japón experimentó una explosión del shirabyōshi, en el que muchas mujeres se volvieron a este sistema o modo de vida debido a su popularidad. 
El nombre shirabyōshi significa "ritmo blanco", en parte debido a su maquillaje. Las mujeres siempre vestían indumentarias de hombres mientras realizaban las danzas a los dioses, acompañadas de canciones lentas y rítmicas. Se les exigía que fueran educadas y que fueran capaces de leer y escribir. Eran poetas, músicos, cantantes y bailarinas talentosas, siendo sus conocimientos avanzados en todas las artes.  
Se ha mencionado que la cultura shirabyōshi influenció fuertemente al drama nō a través del kusemai, una danza poco ortodoxa que fue introducida al nō.

## Atavío y apariencia
Las shirabyōshi eran reconocidas por las vestimentas que utilizaban, las cuales estaban inspiradas en el sintoísmo. Era en verdad una indumentaria masculina, compuesta por:  
- Un tate-eboshi, sombrero llevado por el samurái.
- Un tachi (太刀), espada de un samurái
- Un hakama (袴) rojo, llevado principalmente por los hombres.
- Un suikan blanco y un suikan rojo, utilizado por el sintoísta masculino.
- Un kawahori, que llevan los hombres.

Las shirabyōshi presentan como característica destacable el maquillaje facial blanco de la Geisha, el cual cubría la cara y cuello completamente, pintando nuevas cejas en la frente. Su pelo era bastante simple: largo (a veces casi hasta el suelo) y hacia atrás, con una coleta suelta afirmada con una cinta llamada takenaga.

## La música
Las canciones del Shirabyōshi estaban principalmente basadas en oraciones budistas y normalmente eran lentas y rítmicas, con un gran significado en las palabras. Ellas también podían cantar canciones de Imayo, que eran poemas que usaban imágenes de la naturaleza para llevar significados de circunstancias de sus vidas. La característica distintiva de su música incluía las voces, el tambor y la flauta.

## Shirabyoshi famosas

### Shizuka
Shizuka, normalmente llamada Shizuka-gozen, era la concubina y amante del samurái Minamoto no Yoshitsune (源 義経), el héroe trágico de muchas leyendas populares. Nació probablemente en 1168, y junto a Yoshitsune es popular en las leyendas tradicionales japonesas. Ella y Yoshitsune se conocieron y se enamoraron. Para cuando ella quedó embarazada, Yoshitsune estaba escapando de Kioto junto a su familia de su medio hermano Minamoto no Yoritomo (源頼朝), quien celoso de él lo había acusado de traición. Ella fue capturada y tomada por Yoritomo en Kamakura,  donde dio a luz a un hijo que fue rápidamente asesinado por Yoritomo. Fue obligada entonces a realizar un baile para este último y su esposa, Hōjō Masako (北条 政子), en una celebración en el templo, donde ella desarrollo una canción de alabanza para su amor por Yoshitsune. Yoritomo, completamente encolerizado pensó en matarla, pero esto fue evitado gracias a los ruegos de su esposa. Posteriormente ella fue liberada y buscó seguir a Yoshitsune, pero prontamente se enteró de la muerte de su amante, por lo que decidió tomar una vida de monja budista, muriendo en 1189. Su canción es famosa y todavía es cantada por las geishas.

### Gio y Hotoke
La historia de Gio y Hotoke es larga e intrincada, pero básicamente cuenta la historia de la shirabyōshi más famosa Gio, quien había ganado el corazón de Taira no Kiyomori (平 清盛), quien fue relegada por una shirabyōshi más joven y talentosa de nombre Hotoke, a quien Gio había presentado. Kiyomori envió cruelmente lejos a Gio, cosa que le causó gran sufrimiento y que provocó que Hotoke se sintiera culpable. Por este motivo Hotoke, gracias a su inesperado éxito, pugnó porque Gio no perdiera sus privilegios. Lamentablemente, debido a esto último, un año más tarde, Gio fue obligada por Kiyomori a realizar un baile para Hotoke, con el solo objetivo de humillarla. Fue tal el pesar y la humillación de Gio que al no poder darse muerte, ella junto a su madre y hermana se rasuraron la cabeza y se hicieron monjas budistas, buscando una vida más feliz. Después de unos años, por el gran sentimiento de culpa sentido por Hotoke, ella tomo la misma decisión drástica de Gio, convirtiéndose también en monja. Ella pidió el perdón de Gio, que de buena gana la perdonó, y ensalzó el mayor mérito de Hotoke, que, como le dijo, "su decisión de apartarse del mundo no estaba motivada por el odio o la tristeza". Así, estas cuatro mujeres dedicaron el resto de sus vidas a la oración.

### En inglés
- Museo Hokusai
- Examinando el vestuario shirabyōshi
- Shirabyōshi: Las bailarinas japonesas
- La historia de Shizuka-gozen
- Impresiones japonesas: shirabyōshi
- Shirabyōshi en el sitio web Immortal Geisha

- Datos: Q958693
- Multimedia: Shirabyōshi / Q958693